# 2021年马哈拉施特拉水灾
2021年，印度马哈拉施特拉邦发生一系列洪水。截至2021年7月28日，此次水灾共造成209人死亡、8人失踪。马哈拉施特拉西部有13个县受影响，其中受损最严重的地区有赖加德县、勒德纳吉里县、辛杜杜尔格县、萨塔拉县、桑利县和戈尔哈布尔县。强降雨影响了这些地区超过1020座村庄。超过37.5万人已紧急疏散避难，其中有桑利县的20.6万人和戈尔哈布尔县的15万人。